# リー・コニッツ

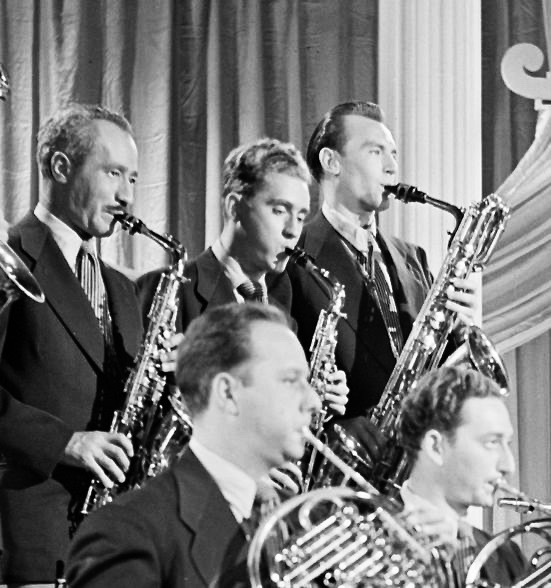
演奏するリー・コニッツ（上段中央・1947年）

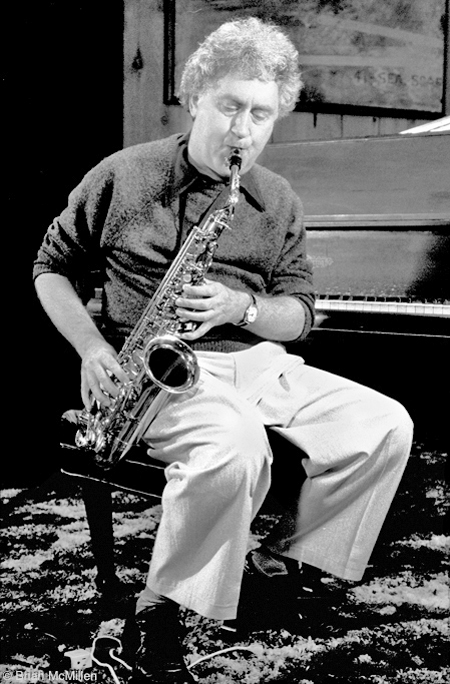
リー・コニッツ（1985年）

リー・コニッツ（Lee Konitz、1927年10月13日 - 2020年4月15日）は、アメリカ中西部シカゴ出身のアルト・サクソフォーン奏者である。マイルス・デイヴィスやレニー・トリスターノとの共演などで知られる。コニッツは、ジョン・コルトレーンであれ、チャーリー・パーカーであれ、自分のボキャブラリーの範囲内でしか演奏していないと語っている。これはつまり、自分のサックス演奏は、そのほとんどが「即興」であると豪語したということである。ビバップやクール・ジャズからアヴァンギャルド・ジャズまでジャンルを選ばず様々なジャズを披露し、アート・ペッパーやポール・デスモンドなど他のサックス奏者にも大きな影響を与えた。

## 経歴
コニッツは、ロシア帝国からアメリカに移住してきたユダヤ系の両親の元に生まれた。両親は共に音楽家ではなかったが、コニッツの音楽への関心には理解を示していたという。
11歳の時にベニー・グッドマンの影響を受けてクラリネットを手にする。エディ・ハリスやジョニー・グリフィンなどのミュージシャンを育て上げたルー・ホーニッグ（Lou Honig）に師事してクラシック音楽を学んだ後、レスター・ヤングの影響を受けてクラリネットからテナー・サクソフォーンに転向。彼はサンティ・ラニヨンにも師事して最終的にはアルト・サクソフォーン奏者として活躍した。
チャーリー・ヴェンチュラの後任としてテディ・パウエルの楽団に加入したが、1ヶ月後には楽団が解散。ジェリー・ウォルドと仕事した後にピアニストのレニー・トリスターノと出会い、2人は小さなカクテルバーで一緒に働いた。クロード・ソーンヒルとも共演している。
マイルス・デイヴィスのグループに加入してアルバム『クールの誕生』のレコーディングにも参加したが、白人のコニッツがマイルスのグループに加入した際、当時の主なマイルス音楽のリスナーだったアフリカ系アメリカ人層からは批判された。これに対しマイルスは「いいプレイをする奴なら、肌の色が緑色でも雇う」と発言したと伝えられている。
同じサックス奏者のチャーリー・パーカーとは良き友人関係を築いており、一部の評論家から言われていたようなライバル関係ではなかったという。
1950年代初頭にはリーダー作のレコーディングを行い、ヴァーヴから1961年に発表された『モーション』にはエルヴィン・ジョーンズらが参加した。その後も様々なミュージシャン達と共演してレコーディングやライブを行ったり、映画の音楽を手掛けるなど75年という長きにわたって活動した。
2020年に新型コロナウィルス感染症からの肺炎により、92歳で逝去。